# C18H15NO3
分子式C18H15NO3（摩尔质量：293.32 g/mol）可以指：
- 色酚AS-RL，CAS号：92-79-5
- 色酚AS-OL，CAS号：135-62-6
- 奥沙普秦（英语：Oxaprozin），CAS号：21256-18-8

|  | 这个同类索引页列出了具有相同分子式的化学物（即同分異構體）条目。 除非您是有意链接至本页，否则应将相应条目的内部链接指向正确的条目。 |